# Estudios Triana
Estudios Triana es un estudio de grabación de Chile ubicado en la comuna de Providencia (Santiago) conformado como colectivo por ingenieros de sonido, productores musicales y músicos.  Actualmente lo integran, Claudius Rieth,  Carlos Barros, Pablo Bello, Ignacio Soto, Arturo Zegers, Nicolás Arancibia, Mauricio Galleguillos, Jorge Fortune y Pablo Infante.  Fue fundado por Claudius Rieth, Carlos Barros y Gonzalo González en 2005. 
El estudio ha sido utilizado por las bandas y artistas chilenos más importantes de la última década como Chancho en Piedra, Inti Illimani, Teleradio Donoso, Miss Garrison, Chico Trujillo, Los Bunkers, Astro, Ana Tijoux, Francisca Valenzuela, Alex Anwandter, Camila Moreno, Dënver, entre otros.

## Trabajos hechos en Estudios Triana

### Álbumes
| Año  | Artista                 | Álbum                       | Grabación | Mezcla | Masterización |
| ---- | ----------------------- | --------------------------- | --------- | ------ | ------------- |
| 2007 | Teleradio Donoso        | Gran Santiago               | Sí        | Sí     |               |
| 2007 | Francisca Valenzuela    | Muérdete la lengua          | Sí        | Sí     | Sí            |
| 2007 | Fother Muckers          | No soy uno                  |           | Sí     | Sí            |
| 2008 | Los Bunkers             | Barrio Estación             | Sí        | Sí     |               |
| 2008 | Teleradio Donoso        | Bailar y llorar             | Sí        | Sí     | Sí            |
| 2008 | Inestable               | Paranoia                    | Sí        |        |               |
| 2009 | Fernando Milagros       | Por su atención, gracias.   |           | Sí     | Sí            |
| 2009 | Chico Trujillo          | Plato único bailable        | Sí        | Sí     | Sí            |
| 2009 | Chancho en Piedra       | Combo Show                  | Sí        |        |               |
| 2010 | Carolina Nissen         | Carolina Nissen             | Sí        | Sí     | Sí            |
| 2010 | Fernando Milagros       | En estudio Elefante         |           |        | Sí            |
| 2010 | Manuel García           | S/T                         |           | Sí     |               |
| 2010 | Dënver                  | Música, gramática, gimnasia | Sí        |        | Sí            |
| 2011 | Francisca Valenzuela    | Buen soldado                |           |        | Sí            |
| 2011 | Los Mancos              | La Música del hombre        |           | Sí     | Sí            |
| 2011 | Chancho en Piedra       | Otra cosa es con guitarra   |           |        | Sí            |
| 2011 | Fernando Milagros       | San Sebastián               | Sí        | Sí     |               |
| 2011 | Astro                   | Astro                       | Sí        | Sí     | Sí            |
| 2011 | Tío Lucho               | Innombrable                 | Sí        | Sí     | Sí            |
| 2011 | Alex Anwandter          | Rebeldes                    |           | Sí     |               |
| 2012 | Patricio Caceres        | Tigre                       | Sí        | Sí     | Sí            |
| 2012 | Pascuala Ilabaca        | Busco paraíso               | Sí        |        |               |
| 2012 | Los Pata e Cumbia       | Planeta Pata e Cumbia       | Sí        | Sí     | Sí            |
| 2012 | Protistas               | Las Cruces                  | Sí        | Sí     | Sí            |
| 2012 | Los Jardines Humanos    | Los Jardines Humanos        | Sí        | Sí     | Sí            |
| 2012 | Cómo asesinar a Felipes | Comenzará de nuevo          | Sí        |        |               |
| 2012 | Camila Moreno           | Panal                       | Sí        |        |               |
| 2012 | Pánico                  | Resonancia                  | Sí        |        |               |
| 2012 | We Are The Grand        | Until the Morning           |           | Sí     |               |
| 2013 | Alex & Daniel           | Alex & Daniel               | Sí        | Sí     |               |
| 2013 | Quilapayún              | Encuentros                  | Sí        |        |               |
| 2013 | Oddó                    | Démonos el tiempo           | Sí        | Sí     |               |
| 2014 | Protistas               | Nefertiti                   | Sí        | Sí     |               |
| 2014 | Población Parlante      | Sherpa                      | Sí        | Sí     |               |

### Sencillos
- "Hoy" – Nicole (2009)
- "Indio hermano" – Fernando Milagros (2011)

### Bandas Sonoras
- Pánico: The Band That Met The Sound Beneath (2011)
- Violeta se fue a los cielos (2011)
- El reemplazante (2012)

## Personal
- Carlos Barros: ingeniero y productor
- Gonzalo "Chalo" González: ingeniero y productor (2005-2013)
- Claudius Rieth: ingeniero y productor
- Juan Pablo Bello: ingeniero
- Jorge Fortune: ingeniero
- Mauricio Galleguillos: ingeniero
- Pol Infante: ingeniero
- Lego Moustache: productor
- Nacho Soto: ingeniero
- Arturo Zegers: ingeniero